# Hai Mjini
Hai Mjini è una circoscrizione urbana (urban ward) della Tanzania situata nel distretto di Hai, regione del Kilimangiaro. Conta una popolazione di 34 098 abitanti (censimento 2012).